# Fuenteliante
Fuenteliante ist eine westspanische Gemeinde (municipio) in der Provinz Salamanca in der Autonomen Gemeinschaft Kastilien-León. 2024 hatte die Gemeinde 84 Einwohner. 

## Lage
Fuenteliante liegt etwa 90 Kilometer westsüdwestlich von Salamanca in einer Höhe von ca. 725 m am Río Camaces.
Das Klima ist mäßig. Es fällt Regen in einer mittleren Menge (ca. 600 mm/Jahr).

## Bevölkerungsentwicklung
| Jahr      | 1900 | 1950 | 1960 | 1970 | 1981 | 1991 | 2001 | 2011 | 2021 |
| Einwohner | 272  | 292  | 270  | 243  | 189  | 165  | 150  | 120  | 97   |

## Sehenswürdigkeiten
- Kirche Mariä Himmelfahrt (Iglesia de Nuestra Señora de la Asunción)

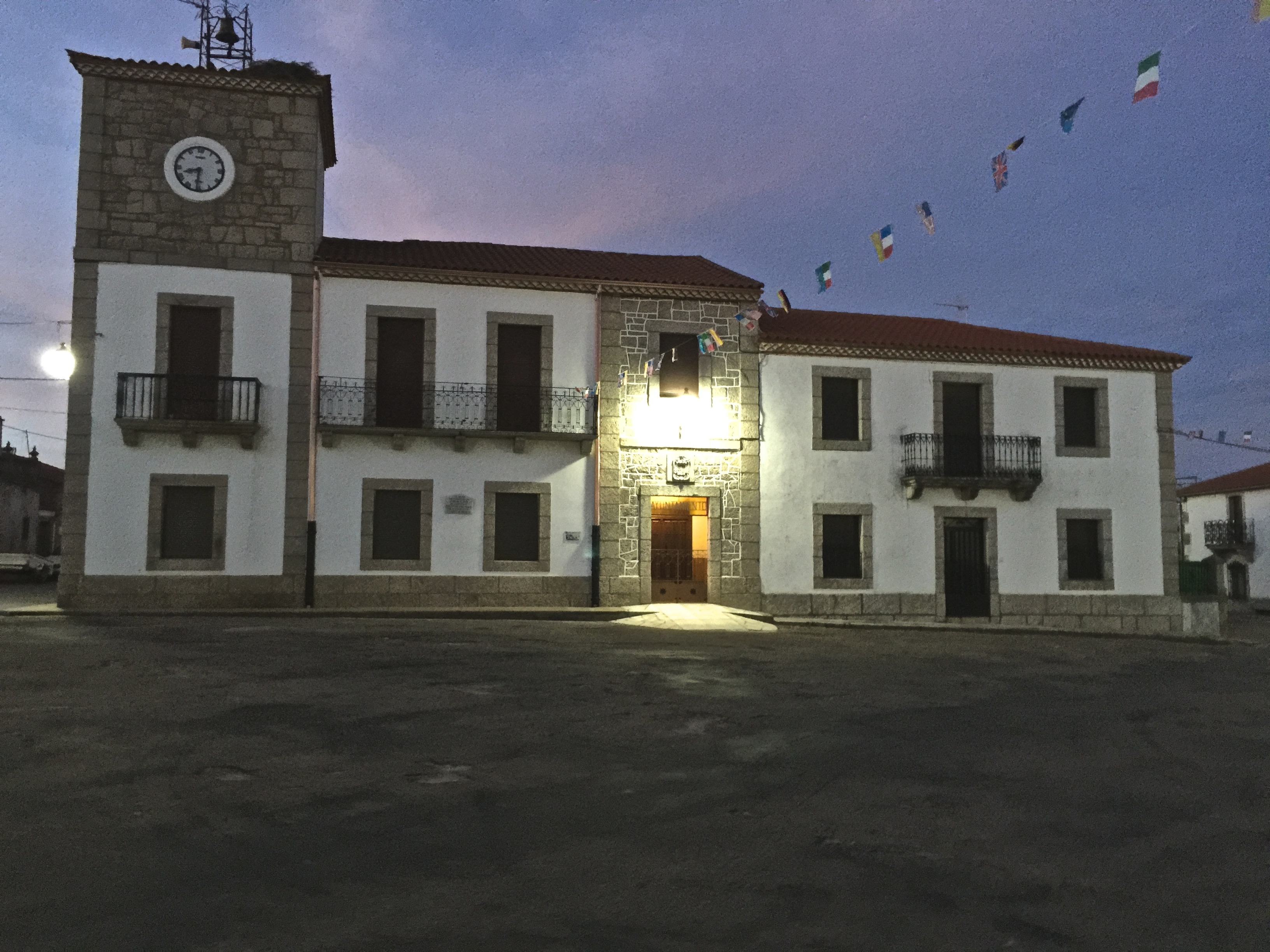
Rathaus